# Lord El-Melloi II-sei no jiken-bo
Lord El-Melloi II-sei no jiken-bo (ロード・エルメロイⅡ世の事件簿, Rōdo Erumeroi Ni-sei no jiken-bo, litt. « Le Registre des affaires de Lord El-Melloi II ») est une série de light novel écrite par Makoto Sanda et illustrée par Mineji Sakamoto. Elle est éditée par TYPE-MOON sous sa marque de publication, TYPE-MOON BOOKS, depuis décembre 2014. Les romans se déroulent entre les événements de Fate/Zero et de Fate/stay night, en se concentrant sur Lord El-Melloi II, un ancien Master qui enquête maintenant sur plusieurs mystères après sa participation à la quatrième guerre du Saint-Graal. La série est également connue à l'étranger sous ses noms anglais Lord El-Melloi II's Case Files et The Case Files of Lord El-Melloi II (litt. « Les Dossiers de Lord El-Melloi II »). Une suite, intitulée Lord El-Melloi II-sei no bōken (ロード・エルメロイⅡ世の冒険, litt. « Les Aventures de Lord El-Melloi II »), est publiée depuis décembre 2020.
Une adaptation en manga de Tō Azuma et de TENGEN est publiée dans le Young Ace de Kadokawa Shoten depuis octobre 2017. Une adaptation en série télévisée d'animation par le studio TROYCA est diffusée pour la première fois entre le 7 juillet et 29 septembre 2019 au Japon,.

## Intrigue
Se déroulant 10 ans après les événements de Fate/Zero et 2 mois avant ceux de Fate/stay night, l'histoire suit principalement le personnage de Lord El-Melloi II, anciennement connu sous le nom de Waver Velvet, successeur de Kayneth et ancien Master de la dernière guerre du Saint Graal, qui est maintenant professeur dans les rangs de l'Association des Mages. Durant ses années de professeur à la Tour de l'Horloge, il agit à titre provisoire comme chef de la famille El-Melloi jusqu'à ce qu'un successeur approprié puisse prendre la relève. Mais quand d'étranges mystères impliquant la magie ont lieu autour de Londres, il fait équipe avec une personne mystérieuse devenue son apprentie, nommée Gray, pour résoudre de nombreux mystères qui les entourent et surtout, la mystérieuse organisation avec laquelle il travaille.

## Personnages

### Personnages principaux
Lord El-Melloi II (ロード・エルメロイⅡ世, Rōdo Erumeroi Ni-sei)
Voix japonaise : Daisuke Namikawa,
Le personnage principal de la série. Anciennement connu sous le nom de Waver Velvet (ウェイバー・ベルベット, Weibā Berubetto), il est l'ancien Master du Servant de classe Rider, Iskandar, lors de la quatrième guerre du Saint-Graal. Il hérite temporairement du titre de « Lord » et du nom des El-Melloi car sa sœur « adoptive » n'est pas assez mature pour diriger la maison. Maintenant professeur à l'Association des Mages, il fait équipe avec son apprentie venue de la campagne, Gray, pour résoudre plusieurs mystères de la magie.
Gray (グレイ, Gurei)
Voix japonaise : Reina Ueda,
Apprentie de Lord El-Melloi II, c'est une fille qui vivait dans les campagnes britanniques avant de déménager dans la ville. Connue pour être la descendante d'Artoria Pendragon, elle possède la Sainte Lance Rhongomyniad sur laquelle l'effet secondaire altère son apparence.
Add (アッド, Addo)
Voix japonaise : Daisuke Ono,
Le Mystic Code de Gray, qui se révèle être une forme de la Sainte Lance Rhongomyniad. Connu pour être extrêmement bavard, il peut se transformer en une faux que Gray peut utiliser comme arme.
Reines El-Melloi Archisorte (ライネス・エルメロイ・アーチゾルテ, Rainesu Erumeroi Āchizorute)
Voix japonaise : Inori Minase,
La nièce cadette de Kayneth et le véritable successeur de la maison El-Melloi après son décès. En raison de son âge et de son manque d'expérience, elle laisse Lord El-Melloi II diriger la famille pendant un moment, jusqu'à ce qu'elle soit prête, jouant également le rôle de sa sœur cadette.
Flat Escardos (フラット・エスカルドス, Furatto Erukarudosu)
Voix japonaise : Yoshitsugu Matsuoka,
Un des élèves de Lord El-Melloi II dans le département de magie moderne. Il est à la fois futé mais aussi idiot. Il est apparu pour la première fois dans la franchise Fate comme étant le protagoniste principal de Fate/strange Fake.
Svin Glascheit (スヴィン・グラシュエート, Suvin Gurashuēto)
Voix japonaise : Seiichirō Yamashita (ja),
Un des élèves remarquables de Lord El-Melloi II dans le département de magie moderne. Il est surnommé « le Chien » (ル・シアン, Ru Shian) par Flat en raison de ses compétences de magie bestiale, qui lui confère un sens de l'odorat et une rapidité semblables à ceux d'un loup.
Caules Forvedge (カウレス・フォルヴェッジ, Kauresu Foruvejji)
Voix japonaise : Yūsuke Kobayashi,
Également élève de Lord El-Melloi II et héritier le plus âgé de la famille Forvedge. Il s'est inscrit à l'Association des Mages lorsque sa sœur Fiore s'est retirée en tant qu'héritière de la famille. Il est apparu pour la première fois dans la franchise Fate en tant que Master de Berserker Noir, le Monstre de Frankenstein, dans Fate/Apocrypha.
Melvin Waynes (メルヴィン・ウェインズ, Meruvin Weinzu)
Voix japonaise : Daisuke Hirakawa (ja),
Un mage du département de la création. Étant un vieil ami d'El-Melloi II, il est le seul à l'appeler par son ancien nom de Waver Velvet. Il intervient dans l'arc « Rail Zeppelin » (魔眼蒐集列車, Rēru Tsepperin).

### Tour de l'Horloge
Hishiri Adashino (化野菱理, Adashino Hishiri)
Voix japonaise : Yūko Minaguchi
Une mage du département de Sciences Po.
Doctor Heartless (ドクター・ハートレス, Dokutā Hātoresu)
Voix japonaise : Jun Fukuyama
Le principal antagoniste de l'arc Rail Zeppelin. Il était l'ancien directeur du département de la magie moderne et était responsable des meurtres de mages dont la tête a été volée avec leurs yeux mystiques sept ans avant le début de la série. Il est nommé « Heartless » car son cœur a été volé par des fées. Après avoir invoqué Héphaistion, il l'a classée comme une Servant de la classe Faker, qu'il a créée.

### Personnages invités
Luviagelita Edelfelt (ルヴィアゼリッタ・エーデルフェルト, Ruviazeritta Ēderuferuto)
Voix japonaise : Shizuka Itō
Apparaissant pour la première fois dans Fate/hollow ataraxia, elle est la descendante d'une lignée distinguée de mages, les Edelfelt, dont elle est aussi la chef de famille. Elle étudie à la Tour de l'Horloge. Elle apparaît également dans Fate/kaleid liner Prisma☆Illya. Elle intervient dans l'arc « Hakuri-jō Adra » (剥離城アドラ, Hakuri-jō Adora).
Olga-Marie Arsimilat Animusphere (オルガマリー・アースミレイト・アニムスフィア, Orugamarī Āsumireito Animusufia)
Voix japonaise : Madoka Yonezawa
Apparaissant pour la première fois dans Fate/Grand Order où elle est la directrice de l'Organisation de sécurité de Chaldea qui veille sur l'avenir de l'humanité. Elle est la fille de Marisbury Animusphere. Elle intervient dans l'arc « Rail Zeppelin » (魔眼蒐集列車, Rēru Tsepperin).
Atrum Galliasta (アトラム・ガリアスタ, Atoramu Gariasuta)
Premier Master de Caster, Médée, dans Fate/stay night. Il intervient dans l'arc « Sōbōtō Iselma » (双貌塔イゼルマ, Sōbōtō Izeruma).
Tōko Aozaki (蒼崎橙子, Aozaki Tōko)
Personnage important de Kara no kyōkai où elle apparaît comme une fabricante de marionnettes, mais qui se révèle être une puissante sorcière. Elle intervient dans l'arc « Sōbōtō Iselma » (双貌塔イゼルマ, Sōbōtō Izeruma).
Kairi Sishigō (獅子 劫界離, Shishigō Kairi)
Voix japonaise : Kenji Nomura
Apparaissant pour la première fois dans Fate/Apocrypha où il est un nécromancien indépendant qui est devenu le Master de Saber de la faction Rouge. Il intervient dans la série télévisée d'animation.

### Servants
Faker (フェイカー, Feikā)
Voix japonaise : Yō Taichi (ja)
Un mystérieux Servant appartenant à Doctor Heartless (ドクター・ハートレス, Dokutā Hātoresu), l'ancien directeur du département de magie moderne. Sa véritable identité est « le double d'Iskandar » (イスカンダルの影武者, Isukandaru no kagemusha), la sœur jumelle d'Héphaistion, l'un des deux généraux au service d'Alexandre le Grand, et usurpant l'identité de son frère. Elle a été invoquée par Heartless à l'aide du morceau volé de la cape d'Iskandar et nourrit une haine profonde envers Waver, au regard de ses relations avec son ancien Servant qui n'était autre qu'Iskandar lui-même. Elle apparaît plus tard dans le jeu vidéo Fate/Grand Order, en tant que servant de classe Pretender (ce du fait qu'elle ait prétendu être Héphaïstion lui-même).

## Productions et supports

### Light novel
La série des light novel Lord El-Melloi II-sei no jiken-bo (ロード・エルメロイⅡ世の事件簿) est écrite par Makoto Sanda et illustrée par Mineji Sakamoto. C'est au cours d'une session du jeu de rôle sur table Red Dragon, avec Gen Urobuchi, que Kinoko Nasu de TYPE-MOON a demandé à Makoto Sanda s'il pouvait écrire une histoire pour la franchise Fate. Puis pendant le TYPE-MOON FEST en juillet 2012, Nasu lui propose à nouveau d'écrire une histoire centrée sur le personnage de Waver Velver/Lord El-Melloi II, à la suite de quoi il a accepté. Le premier roman a été publié pour la première fois par TYPE-MOON, sous sa marque de publication TYPE-MOON BOOKS, au Comiket 87 le 30 décembre 2014. Le dixième et dernier volume est sorti en mai 2019. Une réédition au format bunko est publiée par Kadokawa depuis avril 2019.
En décembre 2019, il a été annoncé qu'une suite, intitulée Lord El-Melloi II-sei no bōken (ロード・エルメロイⅡ世の冒険), est prévue pour l'hiver 2020. Le premier novembre est publié en décembre 2020.

### Manga
Annoncée en juin 2017, une adaptation en manga par Tō Azuma est lancée dans le numéro de novembre 2017 du magazine de prépublication de seinen manga Young Ace, paru le 4 octobre 2017. TENGEN supervise les storyboards. Les chapitres sont rassemblés et édités dans le format tankōbon par Kadokawa Shoten avec le premier volume publié en juillet 2018 ; la série compte à ce jour treize volumes tankōbon.

#### Liste des volumes
| no | Japonais         | Japonais          |
| no | Date de sortie   | ISBN              |
| -- | ---------------- | ----------------- |
| 1  | 3 juillet 2018   | 978-4-04-107053-6 |
| 2  | 4 août 2018      | 978-4-04-107054-3 |
| 3  | 10 janvier 2019  | 978-4-04-107733-7 |
| 4  | 24 juin 2019     | 978-4-04-108126-6 |
| 5  | 28 décembre 2019 | 978-4-04-108131-0 |
| 6  | 24 octobre 2020  | 978-4-04-108132-7 |
| 7  | 4 mars 2021      | 978-4-04-111095-9 |
| 8  | 4 octobre 2021   | 978-4-04-111702-6 |
| 9  | 2 mai 2022       | 978-4-04-111703-3 |
| 10 | 3 mars 2023      | 978-4-04-113413-9 |
| 11 | 4 novembre 2023  | 978-4-04-114239-4 |
| 12 | 4 octobre 2024   | 978-4-04-115273-7 |
| 13 | 26 juillet 2025  | 978-4-04-116303-0 |

### Anime
Fin novembre 2018, TYPE-MOON a révélé qu'un nouveau projet d'animation de la franchise Fate est produit par le studio TROYCA avec un visuel de Westminster à Londres. Celui-ci est diffusé le 31 décembre 2018 pendant l'événement Fate Project Ōmisoka TV Special 2018 (Fate Project 大晦日TVスペシャル2018) sur Tokyo MX, GTV, GYT, BS11, AbemaTV et Niconico. Il s'est avéré être un épisode pilote, dit « Episode 0 », de la série télévisée d'animation adaptant l'arc Rail Zeppelin tiré des romans et incluant du contenu original ; le contenu des light novel est adapté à partir du 7e épisode. Celle-ci est réalisée par Makoto Katō avec Ukyō Kodachi pour l'écriture et la supervision des scripts, Jun Nakai en tant que character designer et Yuki Kajiura pour composer la bande originale tandis que Ei Aoki est crédité en tant que superviseur. Celle-ci est diffusée pour la première fois au Japon entre le 7 juillet et 29 septembre 2019 sur Tokyo MX, BS11, GTV, GYT et un peu plus tard sur MBS,. Une projection en avant-première des deux premiers épisodes a eu lieu à Nagoya, Osaka et Tokyo le 27 juin 2019 ; suivi d'autres avant-premières à Los Angeles, à Shanghai et à Paris, lors de la Japan Expo le 5 juillet 2019,. La série est composée de 13 épisodes répartis dans six coffrets Blu-ray/DVD.
Wakanim détient les droits de diffusion en simulcast de la série dans les pays francophones sous le titre Lord El-Melloi II's Case Files {Rail Zeppelin} Grace note. Aniplex of America la diffuse sur Crunchyroll en Amérique, en Australie, en Nouvelle-Zélande, au Royaume-Uni et en Irlande,. En Australie et en Nouvelle-Zélande, la série est aussi licenciée par AnimeLab.
Les chansons d'opening et d'ending de la série, respectivement intitulées starting the case: Rail Zeppelin et Hibari (雲雀), sont écrites et composées par Yuki Kajiura et l'ending est interprété par ASCA,.

#### Liste des épisodes
| No | Titre français | Titre japonais | Titre japonais                                                     | Date de 1re diffusion |
| No | Titre français | Kanji | Rōmaji                                                             | Date de 1re diffusion |
| --- | --- | --- | ------------------------------------------------------------------ | --------------------- |
| 0 | Le Gardien des tombes, le Chat et le Mage La « vérité » n'existe pas. | 墓守と猫と魔術師 There is no such thing as “truth”. | Hakamori to neko to majutsu-shi                                    | 31 décembre 2018      |
| Dix ans après les événements de la quatrième guerre du Saint Graal, Waver Velvet a remplacé le défunt Kayneth El-Melloi Archibald en tant que Lord El-Melloi II et tente de reconstruire le département de magie moderne, qui était en déclin en son absence. Cependant, il n'est que le Seigneur par intérim jusqu'à ce que la sœur cadette de Kayneth, Reines El-Melloi Archisorte, devienne majeure et prenne sa place et doit constamment s'occuper de la politique intérieure de la Tour de l'Horloge. Un jour, l'apprentie de Waver, Gray, adopte un chat errant, à la grande frustration de celui-ci. Cependant, le chat se fait écraser par une voiture et Waver est incapable de trouver un moyen de le sauver. Alors qu'ils enterrent le chat, Gray remarque quelque chose d'étrange à propos de l'ombre de Waver, et Waver réalise que le chat a été sacrifié pour lui infliger une malédiction mortelle. Waver fait appel à deux de ses élèves, Flat Escardos et Svin Glascheit, et parvient à retrouver et à appréhender le mage qui l'a maudit. Malheureusement, tout ce que Waver peut constater, c'est que des inconnus veulent le tuer. Après une discussion avec Gray sur ce que cela signifie de sauver quelqu'un, Waver reçoit un appel et se dirige avec Gray pour régler un autre problème. | | |                                                                    |                       |
| 1 | Babylone, les Exécutés et les Souvenirs du Roi S'il vous plaît, ajoutez « II » à « Lord El-Melloi ». Ce nom est un lourd fardeau pour moi.                                                                       | バビロンと刑死者と王の記憶 Please add “II” to “Lord El-Melloi.” The name is a heavy burden for me to bear.                                                              | Babiron to keishi-sha to ō no kioku                                | 7 juillet 2019        |
| Note : Cet épisode débute l'arc « Grace note ».Trois ans après la quatrième guerre du Saint Graal, Waver est présenté devant Reines, qui lui demande pourquoi il a emprunté une énorme somme d'argent pour racheter et prendre en charge la classe El-Melloi à la Tour de l'Horloge. Waver explique qu'après la guerre, il s'était rendu à Babylone en Irak pour suivre les traces d'Iskandar, mais avait été kidnappé par un mage devenu un bandit nommé Barzan. Il est ensuite réuni avec Melvin Waynes, un camarade de classe qui a également fini comme victime de Barzan. Ensemble, ils s'échappent de leur cellule et découvrent que Barzan tente de déterrer la tombe d'Iskander. Enragé, Waver perturbe l'alignement magique situé sous la tombe, poussant de nombreux mauvais esprits à attaquer et à tuer Barzan. À son retour à Londres, Waver est troublé par la culpabilité persistante de son implication dans la mort de Kayneth et convainc Melvin de l'aider à acheter la classe El-Melloi. Reines est intrigué par les motivations de Waver et lui demande d'accepter trois conditions en échange de sa vie : assumer la lourde dette de la famille El-Melloi, trouver un moyen de réparer le blason magique endommagé de la famille El-Melloi et succéder à Kayneth comme Lord El-Melloi jusqu'à ce que Reines ait sa majorité. La seule condition de Waver est qu'il soit appelé « Lord El-Melloi II », car il ne se sent pas digne d'être comparé à Kayneth. De retour au présent, Waver rencontre Reines et Melvin qui lui assignent une nouvelle affaire. | | |                                                                    |                       |
| 2 | Les Sept Étoiles et la Prison de l'Éternité Même l'éclat des étoiles ne peut durer éternellement. | 七つの星と永遠の檻 Not even the stars' luster can last forever. | Nanatsu no hoshi to eien no hako                                   | 14 juillet 2019       |
| Waver est chargé d'enquêter sur la mort mystérieuse d'Ernest Fargo, le père de l'une de ses anciens élèves, Mary. À son arrivée à la résidence Fargo, Waver rencontre Mary, son cousin Alec, Fernando Li, le collègue de recherche d'Ernest, et la domestique de la famille, Claire. Ils lui montrent le corps de Waver Ernest, qui a été séparé en sept morceaux répartis dans tout le manoir. On soupçonne que le corps d'Ernest est utilisé pour une sorte de rituel magique, mais personne n'a été capable de le comprendre. En observant les résidents du manoir, Waver en déduit que tous les quatre avaient un motif de tuer Ernest ; Mary héritera de sa fortune, Alec lui devait des dettes énormes, Fernando tentait peut-être de voler ses recherches et Claire était peut-être maltraitée par lui. Cependant, Alec est soudainement tué dans des circonstances mystérieuses, ce qui amène Waver à comprendre ce qui s'est passé. Il explique aux autres qu'Ernest s'était sacrifié lors d'un rituel expérimental de magie pour lier son âme au manoir, le rendant ainsi immortel, mais le rituel ayant échoué, cela a rendu son esprit incomplet. L'esprit d'Ernest les attaque alors, mais il est détruit par Gray, qui possède une faux spécialisée dans l'élimination des morts-vivants. L'affaire étant close, Waver et Gray s'apprêtent à rentrer chez eux lorsque Waver exprime ses soupçons selon lesquels Mary aurait laisser Ernest d'accomplir le rituel en sachant qu'il échouerait. Mary admet que c'était le seul moyen d'échapper au traitement abusif d'Ernest à son égard. | | |                                                                    |                       |
| 3 | Foudre et Labyrinthe souterrain Parfois, prendre des mesures décisives rapporte plus que de simples récompenses matérielles.                                                                                     | 雷鳴と地下迷宮 Sometimes, taking decisive action yields more than mere material rewards.                                                                                | Raimei to chika meikyū                                             | 21 juillet 2019       |
| Waver décide d'enquêter sur la raison pour laquelle son café préféré a dû fermé car cela affecte sa capacité à enseigner dans sa classe. Il découvre qu'une créature magique a endommagé le système électrique et détourne le courant. Il suit les traces de la créature dans les égouts de la ville où il est attaqué. Pendant ce temps, Gray devient inquiète lorsque Waver ne revient pas et demande à Flat et Svin de l'aider à le rechercher. Ils se dirigent vers les égouts où ils y retrouvent un Waver blessé qui les met en garde contre la bête. Svin ramène Waver chez lui pour y être soigné tandis que Gray et Flat suivent la créature tout en discutant sur la façon dont la classe de Waver a réussi à rassembler tous les marginaux de la Tour de l'Horloge qui n'ont pu trouver une place nulle part ailleurs. Ils réussissent à anéantir la créature et à découvrir l'atelier de Gurdoa Davenant qui détournait de l'électricité pour ses propres expériences. Waver et Svin reviennent ensuite, indiquant à Gurdoa qu'il a violé le plus interdit de l'Association des Mages qu'est le devoir du secret de la magie et que son détournement d'électricité a été enregistré par la compagnie d'électricité ainsi que les personnes tuées lors de ses expériences ont été portés disparus par les médias. Il présente ensuite un décret de l'Association des mages démettant Gurdoa de ses fonctions. Choqué, Gurdoa se rend sans se battre. Waver avoue plus tard à ses élèves qu'il bluffait en partie car il n'aurait pas pu vaincre Gurdoa dans une confrontation directe, mais il raconte qu'un « imbécile » lui a appris que montrer de la confiance peut donner des résultats favorables. Avec la réouverture du salon de thé, Waver déjeune avec Gray, Reines et Luviagelita Edelfelt, dont cette dernière informe Waver que les deux postes de l'Association des Mages pour la prochaine guerre du Saint-Graal ont déjà été pourvus. | | |                                                                    |                       |
| 4 | Atelier, tombeau et nécromanciens Je ne porterai pas de jugement sur tout ce qui reste à prouver. C'est la manière d'un érudit.                                                                                  | 工房と塚と死霊魔術師 I won't pass judgement on anything that has yet to be proven. That is the way of a scholar.                                                        | Kōbō to tsuka to Nekuromansā                                       | 28 juillet 2019       |
| Kairi Sishigō réanime un crâne en déclarant qu'il veut lui parler. À la Tour de l'Horloge, Waver accepte un travail d'un conférencier d'évocation spirituelle, Wills Peram Codrington, qui explique comment son père a créé l'atelier Marbury dans un terrain vague, mais les alignements magiques se sont devenues détraqués, ce qui a provoqué des éclairs anomaux qui a tué plusieurs mages, dont son père, et une dizaine de passants. Avec la mort de Trevor, le conflit d'héritage qui en résulte entre les branches de sa famille ferait du mal à Bram Sophi-Ri, le prochain directeur d'évocation, pour lequel Waver a accepté de rendre service. Plus tard, dans un café, Bram et Reines parlent de l'obsession de Waver pour la guerre du Saint-Graal dont il serait même prêt à s'incliner devant Bram, qui est soi-disant en train d'essayer d'arranger sa participation. En se rendant à Marbury, Wills admet sur le chemin que la famille principale des Codrington a déposé une plainte au sujet de l'atelier auprès du département Sciences Po, qui ont envoyé Adashino. Celle-ci tente d'arrêter Wills à leur arrivée, affirmant qu'il avait causé la perturbation de l'alignement de force et la mort de son père ; une membre de la maison-mère, Waletta Codrington, affirme que les traces de Trevor sur sa dépouille ont été effacées, il ne peut donc pas être ressuscité pour répondre à des questions, ce que seul un nécromancien comme Wills peut faire. Comme il s'agit de preuves circonstancielles mais qu'une violente tempête empêche toute personne de partir, Waver obtient l'autorisation d'enquêter entre-temps. Dans le bureau de Trevor, Wills montre à Waver une fée à taille humaine qui les avertit d'un danger avant de disparaître. Il dit qu'elle a commencé à apparaître lorsque l'atelier a été achevé et chaque fois qu'elle venait « l'avertir », quelqu'un décédait. Waver se demande si Wild Hunt, un ordre de chevalerie féérique, est impliqué. Reines trouve un couloir caché et emmène Gray pour l'examiner. Elles y trouvent un cimetière souterrain qui force les yeux mystiques de Reines à s'activer. Kairi, un nécromancien et ami de Wills, apparaît lorsque leur présence ont attiré les esprits qui les ont pris pour des pilleurs de tombes. Il chasse les esprits et les ramène en lieu sûr. Waletta et Adashino discutent en privé, révélant qu'elles conspirent pour déclarer Wills coupable afin que le Marbury ne soit plus entre les mains de Bram et revient aux Codrington. En plein milieu de la tempête, Gray réveille Waver pour lui dire que Waletta a été tuée par la foudre. | | |                                                                    |                       |
| 5 | Lance du bout du monde et yeux féériques Dans le monde des mages, peu importe qui l'a fait ou comment. | 最果ての槍と妖精眼 In the world of mages, it doesn't matter who did it, or how.                                                                                         | Saihate no yari to yōsei me                                        | 4 août 2019           |
| Avec la mort de Waletta, Adashino est également convaincue que Wills est le coupable, mais Waver lui rappelle que son enquête n'est pas encore terminée. Alors que Gray et Kairi rassemblent des informations, ils sont attaqués par un chien noir féérique, que Gray abat. En se demandant pourquoi celui-ci avait ciblé Gray, Kairi en parle à Waver qui lui révèle sa véritable nature ; Gray est liée au roi Arthur et manie la lance Rhongomyniad de cette dernière, qui est camouflée en une faux pour protéger son identité. Waver se souvient alors des liens du roi Arthur avec les fées, il résout l'affaire et utilise un rituel pour invoquer Faye, la fée que Wills peut voir. Waver révèle que Trevor utilisait l'atelier Marbury en conjonction avec les yeux féériques de Wills pour assassiner secrètement des personnes et les transformer en de chiens noirs artificiels afin de lui permettre d'ouvrir un portail sur le pays des fées. Faye confirme la théorie de Waver et admet qu'elle a tué Trevor pour mettre fin à ses expériences et protéger Wills. Cependant, le rituel de Waver a réveillé les chiens noirs de Trevor qui commencent à attaquer le manoir. Gray active la véritable forme de Rhongomyniad pour les détruire mais cela ne referme pas le portail féérique. Wills sait que le seul moyen de fermer le portail est de le traverser et d'emporter ses yeux féériques de l'autre côté, il la traverse ainsi avec Faye. Par la suite, Adashino révèle que Wills n'est pas né avec des yeux féériques, mais qu'ils ont été obtenus par Trevor par l'intermédiaire de « Rail Zeppelin », un groupe clandestin spécialisé dans le commerce de yeux mystiques sur le marché noir. Le véritable motif de Sciences Po dans cette affaire était d'obtenir les documents de Trevor sur Rail Zeppelin dont Adashino fournit une copie à Waver. Pendant ce temps, Kairi conseille à Gray de surveiller Waver car son obsession pour la Guerre du Saint-Graal pourrait lui causer des ennuis. | | |                                                                    |                       |
| 6 | Jeune fille, magasin et cadeau L'Opportunisme est un jeu pour Mesdames ! | 少女とデパートとプレゼント Catch-as-catch-can is a game for the ladies!                                                                                                 | Shōjo to Depāto to Purezento                                       | 11 août 2019          |
| Note : Cet épisode clôt l'arc « Grace note ».Voyant que Waver est clairement troublé par la prochaine Guerre du Saint-Graal, Gray rencontre Reines pour lui demander ce qui est arrivé à Waver lors de la précédente guerre. Reines accepte de le lui raconter mais seulement si elle part faire les courses avec elle. Elles se rendent ensuite dans le plus grand magasin londonien, Carnac, où elles y rencontrent Luvia qui est devenue la nouvelle propriétaire des lieux. Les trois filles passent la journée à faire leurs courses jusqu'à ce qu'elles s'arrêtent pour faire une pause. Reines explique ensuite à Gray la nature de la Guerre du Saint Graal, ainsi que du fait que le Servant de Waver était Iskandar. Cependant, elle ne connaît pas tous les détails de ce que Waver a pu faire pendant la guerre. Soudain, les trois filles sont piégées dans un champ délimité, les confinant dans une version alternative du magasin. Reines et Luvia pensent toutes les deux que quelqu'un les cible, mais Gray indique que les enchantements de Luvia sur le bâtiment destinés à encourager les clients à acheter des articles ont peut-être mal fonctionné. Luvia les conduit au sous-sol où est stocké le cœur de son enchantement, un joyau incrustée dans une statue égyptienne. Luvia se fraye toute seule un chemin à travers le système de sécurité automatisé du bâtiment et détruit la statue, les libérant du sortilège. Gray retourne auprès de Waver avec l'intention de lui faire un cadeau, mais ce dernier lui révèle que son plus grand trésor, un morceau de la cape d'Iskandar qu'il avait utilisé pour l'invoquer, a été dérobé par Rail Zeppelin. Il montre une lettre de Rail Zeppelin l'invitant dans leur train qui leur fait office de quartier général et demande à Gray de l'accompagner. | | |                                                                    |                       |
| 7 | Rail Zeppelin 1/6 Sifflet de départ et premier meurtre La vue était le premier sort magique de l'histoire de l'humanité.                                                                                         | 魔眼蒐集列車1/6 旅立ちの汽笛と第一の殺人 Seeing was the first magical spell in human history.                                                                           | Magan shūshū ressha 1/6 Tabidachi no kiteki to daiichi no satsujin | 18 août 2019          |
| Note : Cet épisode débute l'arc « Rail Zepellin ». Waver, Gray et Caules se rendent au point de rendez-vous du Rail Zeppelin, où ils rencontrent Adashino et Olga-Marie Arsimilat Animusphere, la fille du Lord du département de l'Astronomie. Olga-Marie avertit Waver de ne pas s'immiscer dans les projets de l'Astronomie pour la vente aux enchères des yeux mystiques. Waver constate également la présence de nombreuses personnalités du monde magique dont celle de Callebaut Frampton de l'Église. Yvette L. Lehrman, une des étudiantes de Waver, est également présente en raison de ses liens familiaux. Pendant ce temps, Reines confie à Kairi et à Luvia la recherche du voleur du manteau d'Iskandar de Waver. Gray rencontre Yvette, qui constate qu'elle a du mal à lire ses émotions avec son œil mystique. Olga-Marie rencontre Waver et lui dit qu'elle croit que le summum des yeux mystiques, les yeux de l'arc-en-ciel, sera vendu aux enchères et demande son aide pour les obtenir, ce qu'il accepte. Adashino s'est entretenue avec Fernando. Gray commence à avoir le mal des transports et est aidée par Callebaut qui, par le biais de ses yeux mystiques, découvre son lien avec le roi Arthur. Gray lui confie qu'elle ne sait pas si elle est utile à Waver, mais Callebaut la rassure qu'elle lui est nécessaire. Waver confie alors à Gray qu'il sait que s'il ramène Iskandar, il est probable qu'il n'aura aucun souvenir de lui. Peu importe le résultat, il est déterminé à essayer de le découvrir. Soudain, ils découvrent que l'assistante d'Olga-Marie, Trisha, a été assassinée et décapitée. | | |                                                                    |                       |
| 8 | Rail Zeppelin 2/6 Gordius Wheel et souvenirs du Roi des Conquérants Et pourtant, les humains deviennent toujours des esclaves de ce qu'ils voient.                                                               | 魔眼蒐集列車2/6 神威の車輪と征服王の記憶 And yet humans still become slaves to what they see.                                                                           | Magan shūshū ressha 2/6 Gorudiasu Hoīru to seifuku-ō no kiokun     | 25 août 2019          |
| Waver et Callebaut examinent le corps de Trisha et concluent que celle-ci a été décapitée afin que ses yeux mystiques, qui peuvent voir l'avenir, puissent être prélevés. Lorsque Callebaut est soupçonné, il révèle qu'il a été invité sur le Rail Zeppelin pour pouvoir vendre ses propres yeux mystiques, qui peuvent voir le passé et lui sont gênants. Waver pense que le meurtrier a un moyen de se cacher du temps, puisque ni les yeux mystiques de Trisha ni ceux de Callebaut n'ont pu voir la personne dans le futur ou dans le passé. Waver s'entretient ensuite avec Adashino à propos de sa présence dans le train et cette dernière lui révèle qu'elle enquête sur le mystérieux mécène derrière les expériences non autorisées de Gurdoa et de Trevor. Waver et Grey se dirigent ensuite vers le voleur, mais rencontrent une Servant qui se présente comme étant Héphaistion. Elle se révèle être la confidente d'Iskandar et se sent insultée à l'idée que Waver soit associé à Iskandar. Elle les attaque par la suite avec le Noble Phantasm d'Iskandar, Gordius Wheel. Ils parviennent à s'échapper de justesse, mais Waver finit par être blessé. Pendant ce temps, Luvia et Kairi poursuivent leur enquête, estimant que le voleur appartiendrait au département de magie moderne. Melvin est mécontent que Waver s'est rendu au Rail Zeppelin sans lui et révèle à Reines qu'il a utilisé la fortune de sa famille pour obtenir sa propre invitation. De retour dans le train, Grey et Caules font de leur mieux pour soigner Waver et Olga-Marie leur fournit une panacée spéciale. Caules parle à Gray de sa sœur aînée, qui a inexplicablement renoncé à sa position de mage et l'a confiée à Caules. Gray est confiante que Caules surpassera sa sœur, puisque Waver a pu voir son potentiel. Elle prie ensuite pour la survie de Waver. | | |                                                                    |                       |
| 9 | Rail Zeppelin 3/6 Prêtresse, détermination et bête d'Einnashe Invocation : un sort qui vous permet de projeter en vous des Esprits Héroïques et des Esprits Divins, afin que vous puissiez user de leur pouvoir. | 魔眼蒐集列車3/6 巫女と決意と腑海林の仔 Invocation; A spell enabling you to project Heroic Spirits and Divine Spirits onto yourself, so that you can borrow their power. | Magan shūshū ressha 3/6 Miko to ketsui to Ain'nasshu no ko         | 1er septembre 2019    |
| Le lendemain matin, Waver a pu être soigné mais il est toujours inconscient. Gray parle d'Héphaistion à Olga-Marie et cette dernière suppose que celui qui a volé la cape d'Iskandar l'a utilisé comme catalyseur pour invoquer Héphaistion, et que son Master est peut-être dans le train. Quand tout à coup, le train est détourné de force et bloqué dans la bête d'Einnashe, une forêt enneigée hostile pour les humains. Olga-Marie décide de se barricader dans sa propre chambre, ne faisant toujours pas entièrement confiance à Grey et Caules, leur conseillant de se concentrer sur la protection de Waver. Pendant ce temps, Kairi a rencontré son vieil ami Jean-Mario Spinella, qui connaît bien le fonctionnement interne de la Tour de l'Horloge. Kairi et Luvia lui posent des questions sur les sept meurtres en série à Londres impliquant la décapitation de personnes ayant de yeux mystiques. Il leur dit que la Tour de l'Horloge et l'Église ont enquêté sur l'affaire mais ont dissimulé les conclusions. Il mentionne également le fait que Trisha lui avait déjà posé des questions sur les meurtres quelques jours auparavant. De retour sur Rail Zeppelin, Melvin arrive en hélicoptère et est choqué de voir Waver dans cet état. Callebaut et Yvette demandent ensuite de l'aide pour trouver un moyen de sortir de la bête d'Einnashe, les autres mages décidant de se barricader dans leur chambre. Gray et Melvin acceptent d'aider. Alors qu'ils s'aventurent dans les bois, Gray se retrouve à combattre Héphaistion seule tandis que le reste du groupe rétablit l'alignement magique et retourne dans le train. Pendant ce temps, Olga-Marie découvre une poche dimensionnelle cachée dans sa chambre où la tête de Trisha y avait été dissimulée. Adashino fait alors irruption dans la chambre d'Olga-Marie, la remerciant d'avoir trouvé la tête de Trisha. À l'extérieur, Gray et Héphaistion continuent à se battre, même s'elles risquaient d'être laissées pour compte par le train. | | |                                                                    |                       |
| 10 | Rail Zeppelin 4/6 Yeux des ombres éphémères, détective qui s'éveille Il n'y a pas de crime sans motif. | 魔眼蒐集列車4/6 泡影の魔眼と目覚める探偵 There is no crime without motive.                                                                                              | Magan shūshū ressha 4/6 Hōyō no mame to mezameru tantei            | 8 septembre 2019      |
| Alors qu'il est inconscient, Waver rencontre Kayneth dans un rêve, qui lui demande quel est son véritable désir. Pendant ce temps, Héphaistion suspend temporairement son combat contre Grey pour qu'elles puissent se mettre à l'abri d'une tempête de neige, en lui disant qu'un guerrier ne devrait mourir que sur un champ de bataille. Héphaistion indique alors que Gray et elle sont similaires, car elles ont toutes les deux une profonde loyauté envers leurs maîtres. Elle prévient Gray que Waver mourra s'il devait participer à la cinquième guerre du Saint-Graal, mais Gray est déterminée à réaliser les souhaits de Waver. Lorsque la tempête de neige se calme, Héphaistion se sépare de Gray. Luvia et Kairi rendent visite à Mary qui était une amie de Trisha. Elle leur raconte que Lord Animusphere avait abandonné Olga-Marie et que sa décision était liée à la guerre du Saint-Graal et aux meurtres en série, et c'est pourquoi Trisha avait décidé de mener une enquête. Le seul indice que Mary puisse fournir est qu'un « homme sans cœur » a participé aux enquêtes de Lord Animusphere. D'après l'indice, Luvia réalise que Adashino est en quelque sorte impliqué. Du côté du Rail Zeppelin, Gray parvient à rattraper le train. Adashino rassemble ensuite tous les invités et accuse Callebaut d'avoir tué Trisha, expliquant que Trisha a pris des mesures pour préserver sa tête afin qu'Olga-Marie puisse la récupérer et que ses derniers mots aient prononcé le nom de Callebaut avant sa mort. Waver rétabli intervient alors et conteste la théorie d'Adashino, mais le Rail Zeppelin la soutient en déclarant que les yeux mystiques de Callebaut aurait le pouvoir d'assassiner Trisha et retirent alors les yeux de Callebaut pour la vente aux enchères. Après s'être entretenu avec Callebaut et Gray, Waver est certain que le meurtrier de Trisha et le voleur sont la même personne et qu'il est déterminé à résoudre l'affaire. | | |                                                                    |                       |
| 11 | Rail Zeppelin 5/6 Images rémanentes et enchères Ce n'est pas une véritable affaire. C'est l'image rémanente de ce qui était autrefois une affaire.                                                               | 魔眼蒐集列車5/6 残像とオークション This is no true case. It's the afterimage of what was once a case.                                                                   | Magan shūshū ressha 5/6 Zanzō to ōkushon                           | 15 septembre 2019     |
| Waver s'entretient avec Olga-Marie et la convainc de l'aider après qu'il lui ait dit que le meurtrier de Trisha était toujours en fuite. Pendant ce temps, Kairi recrute l'aide de Flat et Svin alors que Waver s'assure de l'aide de Luvia après avoir promis de lui donner des cours particuliers. Il étudie ensuite une carte des alignements magiques fournie par Olga-Marie et découvre qu'Héphaistion est un imposteur en trouvant une alignement reliant la Grande-Bretagne au Japon. Il inspecte également un talisman que Trisha portait avant de mourir et réalise, avec l'existence de ce talisman, que la théorie d'Adashino est impossible. La vente aux enchères des yeux mystiques de Callebaut commence ; Waver, Adashino, Melvin et Yvette ont agressivement misé sur eux. Waver continue à enchérir malgré le manque de fonds pour tenter d'attirer le coupable. Lorsque l'offre atteint les 500 millions de dollars, Waver arrête l'enchère pour contester la théorie de la mort de Trisha par Adashino. Premièrement, il souligne une hypothèse cruciale que tout le monde dans le train avait avancée au sujet des meurtres en série, celle de la mort des victimes à la suite de leur décapitation. En réalité, un mage qualifié peut facilement garder une tête en vie. Cela leur permet d'utiliser librement les yeux mystiques sans avoir à compter sur le Rail Zeppelin pour les retirer. Il présente ensuite le talisman de Trisha, qui l'aurait protégée des yeux mystiques de Callebaut dans des circonstances normales, prouvant qu'un tiers avait manipulé Callebaut pour tuer Trisha et commettre les meurtres en série d'il y a 7 ans. Alors qu'il fait remarquer qu'il n'y a qu'une seule personne qui possède l'habileté et la motivation nécessaires pour mener à bien un complot de cette complexité, un sortilège de restriction entoure Caules et la tête de Trisha. | | |                                                                    |                       |
| 12 | Rail Zeppelin 6/6 Éclairs et étoiles filantes C'est pourquoi j'existe ici, maintenant. | 魔眼蒐集列車6/6 雷光と流星 That is why I exist here, now. | Magan shūshū ressha 6/6 Raikō to ryūsei                            | 22 septembre 2019     |
| Note : Cet épisode clot l'arc « Rail Zepellin ». Waver et Adashino restreignent Caules, qui s'avère être un imposteur lorsque le véritable Caules et Reines arrivent grâce au sort spécial « Tōko Travel » lancé par Flat, Svin, Luvia et Kairi. Waver révèle ensuite qu'Adashino et lui ont travaillé ensemble pour qu'il se laisse attirer. Pris en flagrant délit, l'imposteur se révèle sous le nom de Doctor Heartless, l'ancien directeur de la magie moderne. Waver en déduit que Heartless et Lord Animusphere travaillaient ensemble pour contrôler les informations concernant la guerre du Saint-Graal en utilisant les yeux mystiques qu'ils avaient acquis des meurtres en série. Il révèle en outre que Heartless travaillait à la création de sa propre version du Saint Graal : en parrainant l'atelier de Marburry, incluant Waver dans ses projets en raison de son statut d'ancien Master et en invoquant la bête d'Einnashe tout en reliant les alignements magiques actuelles au Japon. Avouant sa responsabilité, Heartless appelle Héphaistion pour le protéger. Waver révèle ensuite que Héphaistion est un serviteur de la classe « Faker », un double physique pour Iskandar destiné à absorber toute malédiction qui lui est destinée. Ils se retirent sur le toit du train et Heartless rend à Waver la relique d'Iskandar alors qu'ils tentaient de partir. Bien qu'il a repris la relique, Waver se moque de Faker avec le fait qu'elle n'apparaît pas dans le Noble Phantasm d'Ikandar, Hetaroi Ionian, révélant la haine de cette dernière contre Iskandar et la rendant furieuse jusqu'à les attaquer. Callebaut, ayant retrouvé ses yeux, se joint à Gray pour combattre Héphaistion. Heartless invoque alors à la bête d'Einnashe pour le protéger, mais les autres mages et le Rail Zeppelin travaillent ensemble pour le vaincre. Avec l'aide de Waver, Gray parvient à porter un coup fatale à Héphaistion, la forçant à utiliser sa Hecatic Wheel comme dernier recours. Grey, résolue à devenir une personne capable de protéger Waver et les autres, retire le 3e stade du dispositif de restriction et utilise la Rhongomyniad pour en finir avec Héphaistion. | | |                                                                    |                       |
| 13 | Tour de l'horloge, quotidien et premier pas vers l'avenir La gloire se situe au-delà de l'horizon. Défiez-la, car vous savez qu'elle est inaccessible.                                                           | 時計塔と日常と未来への第一歩 Glory lies beyond the horizon — Challenge it because you know it to be unattainable.                                                       | Tokei-tō to nichijō to mirai e no daiippo                          | 29 septembre 2019     |
| Après le combat, Heartless et Faker parviennent à s'échapper et Callebaut serait mort des suites de ses blessures. Waver et Gray récupèrent de cette bataille et rencontrent Adashino. Waver reconnaît qu'ils ne connaissent toujours pas le motif complet de Heartless pour créer un nouveau Graal et Adashino admet qu'elle poursuit également Heartless, puisqu'il s'agit de son beau-frère aîné. Reines rencontre Olga-Marie et ils acceptent de former une amitié-alliance. La saison des vacances commence à Londres. Tout en faisant les courses, Gray rencontre par hasard Melvin qui lui raconte qu'il détient le blason magique de Waver en garantie de la dette de la famille El-Melloi et l'avertit que Waver mourrait s'il participait à la cinquième guerre du Saint Graal. Plus tard, une cérémonie a lieu à la Tour de l'horloge afin de célébrer l'obtention du rang de Pride par Svin, le troisième rang le plus élevé de la Tour de l'horloge. Svin et les autres étudiants réfléchissent à tout ce qu'ils ont appris de l'enseignement de Waver. Waver se plaint en privé à Gray de son sentiment d'infériorité par rapport à Kayneth, mais révèle qu'il a décidé de ne pas participer à la cinquième guerre du Saint Graal. Il s'est rendu compte que son désir de se réunir avec Iskandar était un vœu égoïste de réaliser ses propres désirs et qu'il devrait plutôt se concentrer sur un moyen d'arrêter Doctor Heartless. Il assure à Gray qu'il aura besoin de sa force pour leur éventuelle confrontation. Gray lui offre enfin le cadeau qu'elle a acheté à Carnac et que Waver accepte avec gratitude. Cette nuit-là, Waver rencontre Iskandar dans un rêve. Quand Iskandar demande si Waver prendra sa place à ses côtés, Waver refuse poliment ; ayant plutôt l'intention d'aller de l'avant par lui-même dans le monde des vivants en premier. Iskandar demande alors à Waver s'il s'amuse avec sa vie actuelle et Waver confirme qu'il l'est. Le lendemain, Waver continue d'enseigner à sa classe normalement. | | |                                                                    |                       |

### Adaptation théâtrale
Il a été annoncé le 27 avril 2019 que la série est adaptée sous forme de pièce de théâtre dont les premières représentations commenceront fin 2019,. La mise en scène est menée par Tsuneyasu Motoyoshi (ja) avec un script d'Eisaku Satō et dont l'ensemble de la pièce est dirigée par Worry Kinoshita. Il s'agit d'une adaptation de l'arc « Hakuri-jō Adra » (剥離城アドラ, Hakuri-jō Adora).
Elle est jouée en avant-première au Ichikawa City Cultural Hall (ja) d'Ichikawa dans la préfecture de Chiba le 15 décembre 2019 avant de débuter une tournée nationale entre le 19 et le 23 décembre 2019 au Nakano Zero (ja) à Tokyo, puis du 26 au 28 décembre 2019 au Sankei Hall Breezé (ja) à Osaka, tout en passant entre le 11 et le 12 janvier au Kurume City Plaza (ja) à Fukuoka, pour terminer du 17 au 19 janvier au Shinjuku Bunka Center (ja) à Tokyo.

#### Distribution
| Personnage                  | Acteur/Actrice,                  |
| --------------------------- | -------------------------------- |
| Lord El-Melloi II           | Yūya Matsushita                  |
| Gray                        | Saho Aono (ja)                   |
| Flat Escardos               | Takeru Naya (ja)                 |
| Svin Glascheit              | Ryūjirō Izaki (ja)               |
| Reines El-Melloi Archisorte | Kaho Hamasaki (ja)               |
| Heine Istari                | Hiroki Hyakuna (ja)              |
| Jirōbō Seigen Tokitō        | Yūya Kido (ja)                   |
| Flueger                     | Shinya Matsuda                   |
| Jeune serviteur             | Fūta Kimura (ja)                 |
| Rosalind Istari             | Ribeka Tanemura / Sonia (W cast) |
| Waver Velvet                | Shin'ichirō Ueda (ja)            |
| Luviagelita Edelfelt        | Nami Tamaki                      |
| Orlocke Caesarmund          | Osamu Kaō (ja)                   |
| Hishiri Adashino            | Kazuho Sō (ja)                   |

### Annotations
1. ↑  La série est programmée pour la nuit du 6 juillet 2019 à 24 h, soit le 7 juillet 2019 à 0 h JST.

### Sources
1. 1 2  (en) Scott Green, « Waver-Kun Cracks The Mystery In "Lord El-Melloi II Case Files" Manga : Well timed for Waver's birthday, ebook of novels and Young Ace debut of manga hit last week », sur Crunchyroll, 8 octobre 2017 (consulté le 4 janvier 2019)
2. 1 2 3  (en) Rafael Antonio Pineda, « Type-Moon's The Case Files of Lord El-Melloi II Novels Get Manga : Manga is based on novels about adult Waver Velvet by Rental Magica's Makoto Sanda », sur Anime News Network, 1er juin 2017 (consulté le 4 janvier 2019)
3. 1 2  (en) Karen Ressler, « Crunchyroll Streams The Case Files of Lord El-Melloi II Anime : Fate franchise spinoff had "episode 0" on Monday, will continue in July », sur Anime News Network, 31 décembre 2018 (consulté le 4 janvier 2019)
4. 1 2  (en) Crystalyn Hodgkins, « Lord El-Melloi II's Case Files Novels' The Adventures of Lord El-Melloi II Sequel Launches : Novels ended in May 2019 with 10 volumes, inspired anime in July 2019 », sur Anime News Network, 24 décembre 2020 (consulté le 27 décembre 2020)
5. 1 2  (ja) « Fateスピンオフ「ロード・エルメロイII世の事件簿」東冬がマンガ化、YA新連載 », sur natalie.mu,‎ 4 octobre 2017 (consulté le 4 janvier 2019)
6. 1 2  (en) Crystalyn Hodgkins, « Lord El-Melloi II's Case Files Anime Reveals Visual, July 6 Premiere : Show's "Episode 0" available now on Crunchyroll », sur Anime News Network, 17 mai 2019 (consulté le 17 mai 2019)
7. 1 2  (ja) « 「ロード・エルメロイII世の事件簿」キービジュ公開！7月6日開始、第0話も放送 », sur natalie.mu,‎ 17 mai 2019 (consulté le 17 mai 2019)
8. 1 2 3 4 5 6 7 8  (en) Rafael Antonio Pineda, « Type-Moon's The Case Files of Lord El-Melloi II Novels Get TV Anime in July : TROYCA (Bloom Into You) animates series based on "Rail Zeppelin" story », sur Anime News Network, 31 décembre 2018 (consulté le 4 janvier 2019)
9. 1 2 3 4 5 6 7 8  (ja) « Fateスピンオフ「ロード・エルメロイII世の事件簿」アニメ化！7月より放送 », sur natalie.mu,‎ 31 décembre 2018 (consulté le 4 janvier 2019)
10. ↑  (en) Rafael Antonio Pineda, « Lord El-Melloi II's Case Files Anime Unveils New Video, New Cast Member : Daisuke Hirakawa plays Melvin Waynes in July anime », sur Anime News Network, 23 mars 2019 (consulté le 23 mars 2019)
11. ↑  (ja) « アニメ「ロード・エルメロイII世の事件簿」新PV公開、平川大輔も出演 », sur natalie.mu,‎ 23 mars 2019 (consulté le 23 mars 2019)
12. 1 2  (ja) « CHARACTER », sur Site officiel (consulté le 17 août 2019)
13. ↑  (ja) « TYPE-MOON BOOKS 新刊情報 : 「ロード・エルメロイⅡ世の事件簿」の最終10巻が、TYPE-MOON BOOKSより「5月17日(金)」発売です！ », sur TYPE-MOON,‎ 25 avril 2019 (consulté le 25 avril 2019)
14. ↑  (ja) « TYPE-MOON関連書籍新刊情報 », sur TYPE-MOON,‎ 24 avril 2019 (consulté le 25 avril 2019)
15. ↑  (en) TYPE-MOON (@TMitterOfficial), « 小説「ロード・エルメロイⅡ世の事件簿」の続編 『ロード・エルメロイⅡ世の冒険』の製作が決定しました。2020年冬の刊行を予定しております。お楽しみに。 », sur Twitter,‎ 29 décembre 2019 (consulté le 13 janvier 2020)
16. ↑  (en) Rafael Antonio Pineda, « The Case Files of Lord El-Melloi II Manga Launches on October 4 : Manga is based on novels about adult Waver Velvet by Rental Magica's Makoto Sanda », sur Anime News Network, 4 septembre 2017 (consulté le 4 janvier 2019)
17. ↑  (ja) « 「Fate」第四次聖杯戦争から10年、東冬「ロード・エルメロイII世の事件簿」1巻 », sur natalie.mu,‎ 4 juillet 2018 (consulté le 6 décembre 2018)
18. ↑  (ja) « 【7月26日付】本日発売の単行本リスト », sur natalie.mu,‎ 26 juillet 2025 (consulté le 26 juillet 2025)
19. ↑  (en) Egan Loo, « New Type-Moon Anime by Troyca to Air on December 31 : Airing during Fate Project New Year's Eve TV Special 2018 », sur Anime News Network, 27 novembre 2018 (consulté le 4 janvier 2019)
20. ↑  (ja) « TYPE-MOONの新作アニメ、「Fate」年末特番で放送決定！制作はTROYCA », sur natalie.mu,‎ 27 novembre 2018 (consulté le 4 janvier 2019)
21. ↑  (ja) « 「ロード・エルメロイII世」魔眼蒐集列車編突入に合わせた第2弾ビジュアル », sur natalie.mu,‎ 3 août 2019 (consulté le 3 août 2019)
22. 1 2  (ja) « 「ロード・エルメロイII世」OPは梶浦由記、EDはASCA！世界4カ国で上映会も », sur natalie.mu,‎ 14 juin 201 (consulté le 14 juin 2019)
23. ↑  (en) Rafael Antonio Pineda, « ASCA Performs Lord El-Melloi II's Case Files Anime's Ending Song : Fate spinoff mystery anime will premiere in July », sur Anime News Network, 14 juin 2019 (consulté le 14 juin 2019)
24. ↑  « Venez fêter les 10 ans de Wakanim ! : Pour célébrer 10 ans d'anime, Wakanim vous a préparé annonces et trailers exclusifs ainsi qu'une avant-première : ne manquez pas cette conférence ! », sur Japan Expo, 14 juin 2019 (consulté le 14 juin 2019)
25. ↑  (ja) « Blu-ray & DVD : ロード・エルメロイⅡ世の事件簿 -魔眼蒐集列車 Grace note- 6 », sur Site officiel,‎ 27 juin 2019 (consulté le 27 juin 2019)
26. ↑  Taison, « Lord El-Melloi II's Case Files { Rail Zeppelin } Grace note, nouveau projet anime de Type-Moon », sur Wakanim, 2 janvier 2019 (consulté le 4 janvier 2019)
27. ↑  (en) Kara Dennison, « Crunchyroll to Simulcast Lord El-Melloi II's Case Files Anime : Episode 0 goes up today! », sur Crunchyroll, 31 décembre 2018 (consulté le 4 janvier 2019)
28. ↑  (en) AnimeLab (@AnimeLab), « ✨ Be swept up in the mysterious story of Waver Velvet, set years after Fate/Zero. ⚔ Lord El-Melloi II's Case Files {Rail Zeppelin} Grace note – Now Streaming on AnimeLab ✨ », sur Twitter, 1er janvier 2019 (consulté le 4 janvier 2019)
29. ↑  (ja) « MUSIC », sur Site officiel, 14 juin 2019 (consulté le 14 juin 2019)
30. ↑  (ja) « 「ロード・エルメロイII世の事件簿」舞台化！TYPE-MOONの魔術ミステリー », sur natalie.mu,‎ 27 avril 2019 (consulté le 28 avril 2019)
31. ↑  (en) Egan Loo, « Lord El-Melloi II's Case Files Novels Get Winter Stage Play : Type-Moon's Fate mystery spinoff ends in 10th volume in May before anime series », sur Anime News Network, 27 avril 2019 (consulté le 28 avril 2019)
32. ↑  (ja) « 舞台「ロード・エルメロイII世の事件簿」は音楽劇！松下優也＆青野紗穂出演 », sur natalie.mu,‎ 7 juin 2019 (consulté le 8 juin 2019)
33. ↑  (ja) « 舞台版「ロード・エルメロイII世の事件簿」に松下優也・青野紗穂が登場 », sur natalie.mu,‎ 7 juin 2019 (consulté le 8 juin 2019)
34. ↑  (ja) « CAST&STAFF », sur Site officiel (consulté le 8 juin 2019)
35. ↑  (en) Rafael Antonio Pineda, « Lord El-Melloi II's Case Files Stage Play Reveals Main, Cast Visuals : Play runs December to January », sur Anime News Network, 2 septembre 2019 (consulté le 3 septembre 2019)

### Œuvres

#### Light novel

##### Édition Type-Moon
1. ↑  (ja) « ロード・エルメロイⅡ世の事件簿　（１） », sur Kadokawa (consulté le 4 janvier 2019)
2. ↑  (ja) « ロード・エルメロイⅡ世の事件簿　（２） », sur Kadokawa (consulté le 4 janvier 2019)
3. ↑  (ja) « ロード・エルメロイⅡ世の事件簿　（３） », sur Kadokawa (consulté le 4 janvier 2019)
4. ↑  (ja) « ロード・エルメロイⅡ世の事件簿　（４） », sur Kadokawa (consulté le 4 janvier 2019)
5. ↑  (ja) « ロード・エルメロイⅡ世の事件簿　（５） », sur Kadokawa (consulté le 4 janvier 2019)
6. ↑  (ja) « ロード・エルメロイⅡ世の事件簿　（６） », sur Kadokawa (consulté le 4 janvier 2019)
7. ↑  (ja) « ロード・エルメロイⅡ世の事件簿　（７） », sur Kadokawa (consulté le 4 janvier 2019)
8. ↑  (ja) « ロード・エルメロイⅡ世の事件簿　（８） », sur Kadokawa (consulté le 4 janvier 2019)
9. ↑  (ja) « ロード・エルメロイⅡ世の事件簿　（９） », sur Kadokawa (consulté le 4 janvier 2019)
10. ↑  (ja) « ロード・エルメロイⅡ世の事件簿　（１０） », sur Kadokawa (consulté le 28 mai 2022)
11. ↑  (ja) « ロード・エルメロイII世の冒険　（１） », sur Kadokawa (consulté le 8 juin 2019)

##### Édition Bunko (Kadokawa)
1. 1 2  (ja) « ロード・エルメロイⅡ世の事件簿　（１） : （文庫） », sur Kadokawa (consulté le 25 avril 2019)
2. 1 2  (ja) « ロード・エルメロイⅡ世の事件簿　（２） : （文庫） », sur Kadokawa (consulté le 25 avril 2019)
3. 1 2  (ja) « ロード・エルメロイⅡ世の事件簿　（３） : （文庫） », sur Kadokawa (consulté le 8 juin 2019)
4. 1 2  (ja) « ロード・エルメロイⅡ世の事件簿　（４） : （文庫） », sur Kadokawa (consulté le 28 juin 2019)
5. 1 2  (ja) « ロード・エルメロイⅡ世の事件簿　（５） : （文庫） », sur Kadokawa (consulté le 17 août 2019)
6. 1 2  (ja) « ロード・エルメロイⅡ世の事件簿　（６） : （文庫） », sur Kadokawa (consulté le 16 mai 2020)
7. 1 2  (ja) « ロード・エルメロイⅡ世の事件簿　（７） : （文庫） », sur Kadokawa (consulté le 16 mai 2020)
8. 1 2  (ja) « ロード・エルメロイⅡ世の事件簿　（８） », sur Kadokawa (consulté le 27 décembre 2020)
9. 1 2  (ja) « ロード・エルメロイⅡ世の事件簿　（９） », sur Kadokawa (consulté le 27 décembre 2020)
10. 1 2  (ja) « ロード・エルメロイⅡ世の事件簿　（１０） », sur Kadokawa (consulté le 27 décembre 2020)

#### Manga
1. 1 2  (ja) « ロード・エルメロイⅡ世の事件簿　（１） », sur Kadokawa (consulté le 4 janvier 2019)
2. 1 2  (ja) « ロード・エルメロイⅡ世の事件簿　（２） », sur Kadokawa (consulté le 4 janvier 2019)
3. 1 2  (ja) « ロード・エルメロイⅡ世の事件簿　（３） », sur Kadokawa (consulté le 4 janvier 2019)
4. 1 2  (ja) « ロード・エルメロイⅡ世の事件簿　（４） », sur Kadokawa (consulté le 8 juin 2019)
5. 1 2  (ja) « ロード・エルメロイⅡ世の事件簿　（５） », sur Kadokawa (consulté le 16 mai 2020)
6. 1 2  (ja) « ロード・エルメロイⅡ世の事件簿　（６） », sur Kadokawa (consulté le 24 octobre 2020)
7. 1 2  (ja) « ロード・エルメロイⅡ世の事件簿　（7） », sur Kadokawa (consulté le 5 mars 2021)
8. 1 2  (ja) « ロード・エルメロイⅡ世の事件簿　（8） », sur Kadokawa (consulté le 11 novembre 2021)
9. 1 2  (ja) « ロード・エルメロイⅡ世の事件簿　（9） », sur Kadokawa (consulté le 28 mai 2022)
10. 1 2  (ja) « ロード・エルメロイⅡ世の事件簿　（10） », sur Kadokawa (consulté le 7 février 2023)
11. 1 2  (ja) « ロード・エルメロイⅡ世の事件簿　（11） », sur Kadokawa (consulté le 3 février 2024)
12. 1 2  (ja) « ロード・エルメロイⅡ世の事件簿　（12） », sur Kadokawa (consulté le 8 octobre 2024)
13. 1 2  (ja) « ロード・エルメロイⅡ世の事件簿　（13） », sur Kadokawa (consulté le 17 juillet 2025)